# Storia della Guinea Equatoriale
La storia della Guinea Equatoriale fu fortemente influenzata dalla colonizzazione spagnola, protrattasi dalla fine del XIX secolo fino al 1968. La Guinea Equatoriale indipendente ha conosciuto una storia relativamente meno travagliata di altri paesi dell'Africa Centrale (con due soli presidenti susseguitisi dal 1968 a oggi) ma non meno drammatica dal punto di vista economico e della sicurezza interna.

## Storia precoloniale
I primi abitanti della regione che corrisponde all'odierna Guinea Equatoriale furono probabilmente i pigmei, oggi diffusi solo in alcune zone isolate nei dintorni del Rio Muni settentrionale. Fra il XVII e il XIX secolo nuovi gruppi tribali giunsero nella zona in conseguenza delle migrazioni bantu, popolando soprattutto le coste. Con queste migrazioni giunsero probabilmente in Guinea gli odierni Bubi, uno dei gruppi etnici più importanti dell'area.
La scoperta dell'isola di Bioko, al largo della Guinea Equatoriale e parte integrante del suo territorio nazionale, da parte di esploratori europei viene attribuita al portoghese Fernando Po (Fernão do Po), che avrebbe avvistato l'isola nel 1471 mentre cercava una rotta per le Indie. Egli chiamò l'isola "Formosa" ("bella"), ma presto essa fu ribattezzata col nome del suo scopritore, "Fernando Póo".
L'Isola di Annobón venne scoperta da europei il 1º gennaio del 1473, quando fu raggiunta dai navigatori portoghesi Pêro Escobar e João de Santarém.

## Primi insediamenti coloniali
Bioko e la vicina Annobón furono colonizzate dai Portoghesi nel 1494. Insieme all'isola di Corisco vennero utilizzate come basi per il commercio degli schiavi. Nel 1642 la Compagnia Olandese delle Indie Orientali s'impossessò del controllo delle basi ed operò fino al 1648 quando i portoghesi cacciarono gli olandesi dalle isole mantenendone il controllo fino ai trattati di San Ildefonso (1777) e di El Pardo (1778) con i quali le isole e i diritti commerciali nella zona furono ceduti alla Spagna in cambio di alcuni territori sudamericani. Da questo momento le isole entrarono a far parte del Vicereame del Río de la Plata come Governatorato di Fernando Poo e Annobón, in tal modo innaturalmente separata da Sao Tomè e Principe. Di fatto gli spagnoli non ebbero mai un reale controllo della zona: la distanza da Buenos Aires, le avversità climatiche e le malattie tropicali che decimarono i soldati inviati dalla Spagna, il rifiuto della popolazione Bubi di accettare i nuovi colonizzatori, spinsero gli spagnoli ad abbandonare le isole al proprio destino.
I britannici occuparono l'isola di Bioko tra il 1827 e il 1832 per combattere il commercio degli schiavi, fondando l'insediamento di Port Clarence, l'odierna capitale Malabo. La Spagna riassunse nel 1836 il controllo di Annobón, nel marzo del 1843 quello di Bioko, nel 1843 Corisco passò alla Spagna grazie ad un accordo con il Re Benga Bonkoro I, mentre la parte continentale, Rio Muni, divenne un protettorato nel 1885 e una colonia nel 1900. Tra il 1926 e il 1959 l'intera regione costituì la colonia della Guinea Spagnola. Durante la prima guerra mondiale, le truppe tedesche si ritirarono in questo territorio dal Camerun, sfruttando la neutralità spagnola.

## Colonia spagnola

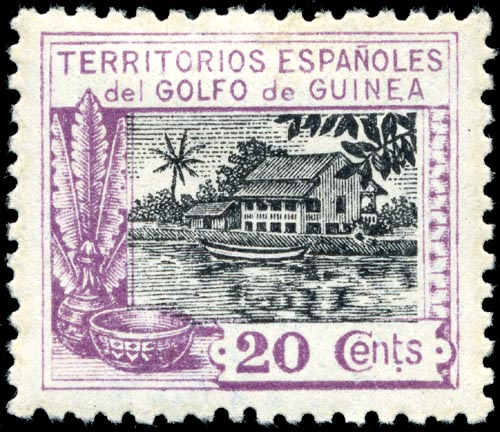
Francobollo della colonia del 1924

Durante la prima metà del XX secolo la Spagna non dimostrò interesse, o non ebbe le risorse, per sviluppare l'economia della Guinea Spagnola. Vennero tuttavia create grandi piantagioni di cacao, specialmente a Bioko, dove furono inviati come braccianti molti Nigeriani. Grazie a queste piantagioni, il reddito pro capite in Guinea Equatoriale risultò essere fra i più elevati dell'intero continente. Gli spagnoli diffusero anche l'alfabetizzazione e fornirono alla Guinea una buona rete di strutture sanitarie, sebbene il personale indigeno in servizio in tali strutture fosse dell'ordine di poche unità.
Durante gli anni '30 la Guinea Spagnola rimase fedele alla Seconda repubblica spagnola fino al 14 ottobre 1936 quando, già iniziata la guerra civile spagnola, venne presa dai militari ribelli di Francisco Franco. Uomini di Franco provenienti da Fernando Poo, precedentemente occupata, bombardarono il porto di Bata, costringendo gli amministratori repubblicani a lasciare il paese, rifugiandosi in Camerun.
Nel 1959, ai territori spagnoli nel Golfo di Guinea fu attribuito lo stato di provincia della Spagna, col nome di Regione Equatoriale Spagnola. Le prime elezioni locali si tennero nello stesso anno, e i primi rappresentanti nativi ebbero un seggio presso le Cortes Generales (il parlamento spagnolo). L'autonomia concessa alla provincia portò la conseguenza paradossale che nella Regione Equatoriale si sviluppò un sistema multipartitico mentre la Spagna si trovava in una condizione di regime monopartitico. Nello stesso periodo la provincia acquisì il nuovo nome di "Guinea Equatoriale".

## L'indipendenza

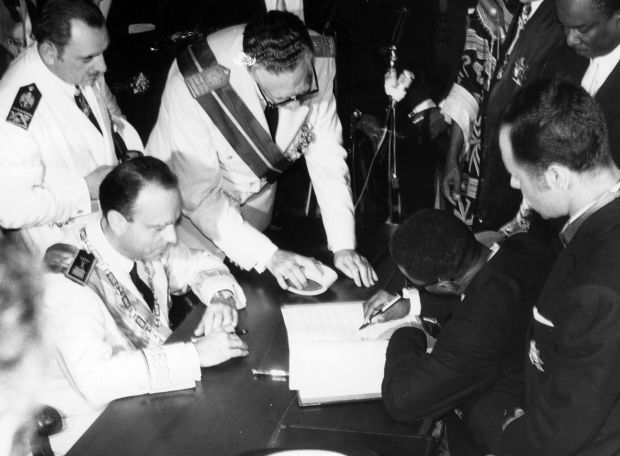
La firma dell'indipendenza del Paese nel 1968

Il 15 dicembre 1963, un referendum tra la popolazione della Guinea Equatoriale approvò a grande maggioranza un progetto di autonomia della colonia.
Nel novembre del 1965 l'Assemblea delle Nazioni Unite adottò un progetto di risoluzione che invitava la Spagna a fissare prima possibile la data per l'indipendenza della Guinea Equatoriale. Nel dicembre 1966 il Consiglio dei ministri del governo spagnolo accettò di preparare la conferenza costituzionale, aperta nell'ottobre del 1967.

Nel marzo 1968, in seguito a pressioni da parte dei nazionalisti indigeni e delle Nazioni Unite, la Spagna annunciò che avrebbe concesso l'indipendenza alla Guinea Equatoriale. Fu istituita una convenzione costituzionale che produsse una legge elettorale e una bozza di costituzione. Sotto il controllo di osservatori delle Nazioni Unite, l'11 agosto 1968 si tenne un referendum in cui il 63% della popolazione si espresse a favore della costituzione.
Nel settembre dello stesso anno Francisco Macías Nguema fu eletto primo presidente della Guinea Equatoriale, e in ottobre l'indipendenza fu ufficializzata.

## La prima dittatura Nguemista: l'amministrazione Macias
Nel luglio del 1970, Macias dichiarò illegali tutti i partiti tranne il suo, e nel maggio dell'anno successivo abrogò gran parte della costituzione in senso autoritario, autoproclamandosi presidente a vita nel luglio 1972.
Nel 1973 promulgò una nuova Costituzione, su misura, creando uno stato unitario, sovrascrivendo il precedente status di federazione tra Fernando Poo e Rio Muni. Vagamente marxista, Nguema condusse una repressione spietata contro gli oppositori politici e commise terribili violazioni dei diritti umani. A causa dei suoi metodi dittatoriali più di 100.000 persone fuggirono verso i paesi limitrofi, vennero uccisi almeno 50.000 di coloro che rimasero nel paese e altri 40.000 furono condannati ai lavori forzati. Ostile verso gli spagnoli, li costrinse alla fuga: come conseguenza, la produzione agricola crollò, con conseguenze economiche disastrose. L'agricoltura, infatti, prima della cacciata dei coloni era molto fiorente e rappresentava il cardine dell'economia. Il suo governo si occupò quasi esclusivamente della sicurezza interna, perseguita attraverso l'instaurazione di un regime di terrore che portò alla morte o all'esilio di un terzo della popolazione. Le infrastrutture del paese andarono in rovina. Gli stessi lavoratori nigeriani impiegati a Bioko fuggirono dal paese in massa nel 1976.
Nel 1975 furono chiuse le scuole, mentre nel marzo 1976 venne decretato il servizio militare obbligatorio per tutti i ragazzi di età compresa tra 7 e 14 anni (tutti i genitori che avessero tentato di opporsi al decreto sarebbero stati "imprigionati o giustiziati").
Nel 1978 furono chiuse anche le chiese.
Nguema attuò inoltre una campagna di "africanizzazione", eliminando tutti i segni della presenza coloniale a partire dai toponimi: la capitale Santa Isabel fu ribattezzata Malabo, l'isola di Fernando Poo divenne Masie Nguema Biyogo, e Annobón divenne Pagalu. I cognomi di origine europea furono cancellati dall'anagrafe in favore di nomi africani; lo stesso Macias modificò il proprio nome in "Masie Nguema Biyogo Ñegue Ndong".

## La seconda dittatura Nguemista: l'amministrazione Obiang
Il 3 agosto del 1979, il nipote di Nguema Teodoro Obiang Nguema Mbasogo portò a compimento un colpo di Stato; Nguema fu arrestato, processato e condannato a morte. Obiang, che era stato direttore della famigerata prigione di Black Beach, divenne presidente nell'ottobre del 1979. Le isole cambiarono di nuovo nome, diventando Bioko e Annobón. Il nuovo presidente si trovò di fronte un paese sull'orlo della rovina; la popolazione si era ridotta a un terzo di quella presente al momento dell'indipendenza.

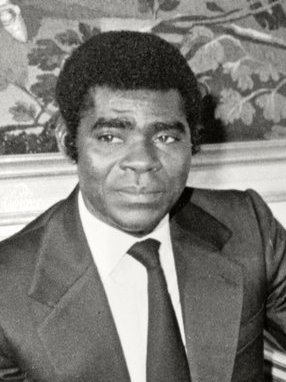
Teodoro Obiang Nguema nel 1982

Due colpi di stato, nel 1981 e nel 1983, fallirono: il primo fu organizzato dai seguaci di Nguema, il secondo dall'opposizione, rimasta sempre forte sia dentro che fuori dal Paese.
Nel luglio del 1982, il Consiglio Militare Supremo nominò Presidente Obiang per un periodo di sette anni e promulgò una nuova costituzione (la terza), approvata con un referendum il 15 agosto 1982. Poco dopo, la Guinea Equatoriale aderì alla Comunità economica e monetaria dell'Africa centrale (CEMAC), adottando il Franco CFA come moneta nel 1984. Aprendo ai paesi occidentali, il nuovo Capo di Stato riuscì anche ad ottenere aiuti internazionali che si dimostrarono molto importanti, inoltre instaurò buoni rapporti con la Spagna.
Nel 1983 si sono tenute le elezioni parlamentari, a cui ha partecipato una sola lista di candidati. Nel 1987, Obiang ha annunciato la formazione del Partito Democratico della Guinea Equatoriale (PDGE) in vista delle elezioni presidenziali svoltesi nel 1989. Candidato unico, Obiang è stato rieletto. Tuttavia, il paese non è riuscito a uscire dalla profonda crisi economica in cui si trovava.
Nel 1991, una timida apertura ai paesi occidentali: un inizio di democratizzazione, essenziale per continuare ad accedere agli aiuti economici di Spagna e Francia. Nel mese di novembre un referendum ha approvato una nuova costituzione (la quarta), che istituisce un sistema di rappresentanza parlamentare per i partiti politici ora legalizzati. Molti oppositori politici rientrarono dall'estero, ma solo per essere imprigionati da Obiang. Nonostante la nuova costituzione le elezioni del 1993, del 1996, del 1999 e del 2002 sono state boicottate dalla maggioranza dei partiti e degli aventi diritto al voto. Il presidente ha assunto col tempo derive autoritarie, se non dittatoriali.
Il 1996 è stato l'anno della svolta per il paese: furono scoperte enormi riserve di petrolio, e da allora il contesto economico e sociale è profondamente cambiato, generando da una parte una crescita economica notevole, dall'altro tensioni e squilibri causati da una distribuzione assolutamente ineguale delle ricchezze derivanti dall’oro nero.
Grazie a proventi del petrolio, la Guinea Equatoriale ha sperimentato tassi di crescita del 33%. Anche se un tale afflusso di ricchezza non è servito a migliorare le condizioni della popolazione, è servito al regime per "comprare" una sorta di legittimità internazionale. Sotto la pressione da parte dell'industria petrolifera statunitense (presente in Guinea Equatoriale, con ExxonMobil, ChevronTexaco e Triyo Energia), gli Stati Uniti hanno ripreso le relazioni diplomatiche (sospese dal 1995) nel 2003. La Guinea Equatoriale è il terzo maggior produttore di greggio dell'Africa sub-sahariana (dopo Angola e Nigeria).
Nel 2004, mercenari europei e sudafricani tentarono invano un colpo di Stato; Obiang è ancora al governo del paese. Questo tentato golpe ha attirato l'attenzione dei media per il coinvolgimento di Sir Mark Thatcher, figlio di Margaret Thatcher, che avrebbe finanziato l'operazione. Questo tentativo di rimuovere Mbasogo ha forse ricevuto il tacito sostegno di alcuni governi occidentali e di alcune multinazionali.
Sebbene il presidente Obiang abbia firmato un decreto anti-tortura nel 2006 che ne vieta ogni forma di abuso e uso improprio e con il quale ha commissionato la ristrutturazione e l'ammodernamento di carcere di Black Beach per garantire il trattamento umano dei prigionieri, la violazione dei diritti umani continua. Human Rights Watch, Amnesty International e altre organizzazioni non governative hanno documentato gravi abusi dei diritti umani nelle carceri, torture, pestaggi, morti inspiegabili e la detenzione illegale.
Secondo la BBC, la politica interna del paese è dominata da tensioni tra il figlio di Obiang, Teodorin, e altri parenti stretti con posizioni di potere nelle forze di sicurezza. La tensione è riconducibile allo spostamento negli equilibri di potere derivanti dall'enorme aumento nella produzione di petrolio che si è verificato dal 1997.